# سرية المصارف

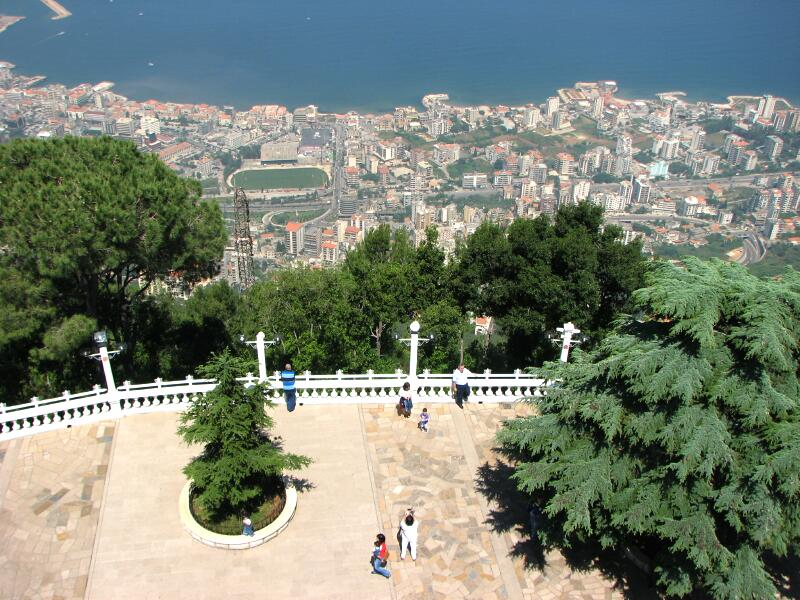
لدى لبنان التزاماتها الخاصة بسريةالمصارف فيما يتعلق بغسل الأموال

سرية المصارف هي نظام قانوني مصرفي يسمح للمصارف بالحفاظ على سرية المعلومات الخاصة بعملائهم بعدة طرق منها استعمال أرقام لحسابات مصرفية بدلا من أسماء حقيقية. يُعمل بهذا النظام في عدد محدود من البلاد مثل سويسرا ولبنان أو البلاد التي تحمي الزبائن من الضرائب.
بدأ هذا النظام عام 1934 في سويسرا والذي أدى إلى إنشاء نظام البنوك السويسري الشهير. ويعتبر من أهم ميزات المصارف الخاصة، إلا أن البعض يعتبره الأداة الأساسية في الأعمال السرية اللامشروعة، مثل حالة الدعوة ضد مصرف الفاتيكان في التسعينات وتمويل بعض الأعمال الإرهابية.
التطورات التقنية الحديثة مثل العملة الإلكترونية Digital Cash عززت طرق الحفاظ على سرية الأشخاص وسمحت بانتقال الأموال بطرق موثوقة من دون ترك أية آثار عن هوية المتعاملين.